# Calycularia
Calycularia es un género de hepáticas perteneciente a la familia Allisoniaseae.

## Taxonomía
El género fue descrito por William Mitten y publicado en Journal of the Proceedings of the Linnean Society 5: 122. 1861.

## Especies
- Calycularia compacta Kashyap
- Calycularia crispula Mitt.
- Calycularia formosana Horik.
- Calycularia golae Gerola
- Calycularia laxa Lindenb. & S.W. Arnell